# Тімоті Кастань
Тімоті Кастань (фр. Timothy Castagne, нар. 5 грудня 1995, Арлон) — бельгійський футболіст, захисник клубу «Фулгем» і національної збірної Бельгії.

## Клубна кар'єра
Народився 5 грудня 1995 року в місті Арлон. Вихованець юнацьких команд футбольних клубів «Арлон», «Віртон» і «Генк».
У дорослому футболі дебютував 2014 року виступами за команду «Генк», в якій провів три сезони, взявши участь у 59 матчах чемпіонату. 
14 вересня 2014 року в матчі проти «Брюгге» він дебютував в Жюпіле лізі. 2 травня 2015 року в поєдинку проти «Васланд-Беверен» Тімоті забив свій перший гол за «Генк». 16 лютого 2017 року матчі Ліги Європи проти румунської «Астри» він забив гол.
До складу клубу «Аталанта» приєднався 2017 року, підписавши контракт на три роки з можливістю продовження ще на сезон. Сума трансферу склала 4 млн. євро. 10 вересня в матчі проти «Сассуоло» він дебютував в італійській Серії A. 27 серпня 2018 року в поєдинку проти «Роми» Тімоті забив свій перший гол за «Аталанту». За три сезони відіграв за бергамський клуб 75 матчів в національному чемпіонаті.
У вересні 2020 року підписав п'ятирічний контракт з «Лестер Сіті».
29 серпня 2023 року, після вильоту «Лестера» до Чемпіоншипу, підписав контракт на чотири роки з «Фулгемом».

## Виступи за збірні
2013 року дебютував у складі юнацької збірної Бельгії (U-18), загалом на юнацькому рівні взяв участь у 16 іграх.
Протягом 2014–2016 років залучався до складу молодіжної збірної Бельгії. На молодіжному рівні зіграв у 7 офіційних матчах, забив 1 гол.
2018 року дебютував в офіційних матчах у складі національної збірної Бельгії.
| Дата       | Місто           | Господарі | Результат | Гості       | Турнір                                         | Голи | Примітки |
| ---------- | --------------- | --------- | --------- | ----------- | ---------------------------------------------- | ---- | -------- |
| 7-9-2018   | Глазго          | Шотландія | 0 – 4     | Бельгія     | товариський матч                               | -    | 46'      |
| 16-10-2018 | Брюссель        | Бельгія   | 1 – 1     | Нідерланди  | товариський матч                               | -    | 73'      |
| 21-3-2019  | Брюссель        | Бельгія   | 3 – 1     | Росія       | Відбір до ЧЄ 2020                              | -    |          |
| 24-3-2019  | Нікосія         | Кіпр      | 0 – 2     | Бельгія     | Відбір до ЧЄ 2020                              | -    |          |
| 8–6-2019   | Брюссель        | Бельгія   | 3 – 0     | Казахстан   | Відбір до ЧЄ 2020                              | 1    |          |
| 10-10-2019 | Брюссель        | Бельгія   | 9 – 0     | Сан-Марино  | Відбір до ЧЄ 2020                              | 1    |          |
| 16-11-2019 | Санкт-Петербург | Росія     | 1 – 4     | Бельгія     | Відбір до ЧЄ 2020                              | -    |          |
| 5-9-2020   | Копенгаген      | Данія     | 0 – 2     | Бельгія     | Ліга націй УЄФА 2020-2021 - 1-й етап           | -    |          |
| 8-10-2020  | Брюссель        | Бельгія   | 1 – 1     | Кот-д'Івуар | товариський матч                               | -    | 89'      |
| 11-10-2020 | Лондон          | Англія    | 2 – 1     | Бельгія     | Ліга націй УЄФА 2020-2021 - 1-й етап           | -    |          |
| 14-10-2020 | Рейк'явік       | Ісландія  | 1 – 2     | Бельгія     | Ліга націй УЄФА 2020-2021 - 1-й етап           | -    | 68'      |
| 24-3-2021  | Лестер          | Бельгія   | 3 – 1     | Уельс       | Відбір до ЧС 2022                              | -    | 83'      |
| 27-3-2021  | Прага           | Чехія     | 1 – 1     | Бельгія     | Відбір до ЧС 2022                              | -    | 25'      |
| 6-6-2021   | Брюссель        | Бельгія   | 1 – 0     | Хорватія    | товариський матч                               | -    |          |
| 12-6-2021  | Санкт-Петербург | Росія     | 0 – 3     | Бельгія     | ЧЄ 2020 - груповий етап                        | -    | 27'      |
| 5-9-2021   | Брюссель        | Бельгія   | 3 – 0     | Чехія       | Відбір до ЧС 2022                              | -    |          |
| 8-9-2021   | Казань          | Білорусь  | 0 – 1     | Бельгія     | Відбір до ЧС 2022                              | -    |          |
| 7-10-2021  | Турін           | Бельгія   | 2 – 3     | Франція     | Ліга націй УЄФА 2020-2021 - півфінал           | -    | 90+2'    |
| 10-10-2021 | Турін           | Італія    | 2 – 1     | Бельгія     | Ліга націй УЄФА 2020-2021 - матч за 3-тє місце | -    |          |
| 13-11-2021 | Брюссель        | Бельгія   | 3 – 1     | Естонія     | Відбір до ЧС 2022                              | -    |          |
| 16-11-2021 | Кардіфф         | Уельс     | 1 – 1     | Бельгія     | Відбір до ЧС 2022                              | -    | 59'      |
| Усього     |                 | Матчів    | 21        |             | Голів                                          | 2    |          |

## Досягнення
- Володар Кубка Англії (1):

«Лестер Сіті»: 2020-21
- Володар Суперкубка Англії (1):

«Лестер Сіті»: 2021